# Ринок Валлетти
35°53′53″ пн. ш. 14°30′52″ сх. д. / 35.897916666667° пн. ш. 14.514416666667° сх. д.
Ринок Валлетти, Іс-Сук таль-Белт (Is-Suq tal-Belt; Мальтійською мовою означає «Міський ринок» або «Ринок Валлетти»), також відомий як Критий ринок, — це ринковий зал 19-го століття, розташований у Валлетті, Мальта. Це перша споруда на Мальті, побудована переважно зі заліза. Під час Другої світової війни вона зазнала серйозних пошкоджень. У наступні десятиліття були внесені зміни, проте ринок почав втрачати свою популярність в 1970-х роках. Спроба перейменувати його на торговий пасаж, відомий як "Ixtri Malti" (Купуйте мальтійське), у 1980-х роках, була неуспішною. Ринок продовжував втрачати свою привабливість, поки його не відремонтували у 2016–2017 роках і не знову відкрили як продуктовий ринок у січні 2018 року.

## Історія

### Передумови та заснування
У 16 столітті на місці, де зараз розташований ринок, була площа під назвою Пьяцца дель Малкантоне.  Місце використовували для шибениць.  Він також використовувався як ринок, де продавали врожай і сільські товари. Під час правління ордена Святого Іоанна на цьому місці був побудований перший ринок. Це була двоповерхова будівля в стилі бароко з великим центральним двором із фонтаном. Аркади проходили навколо трьох сторін двору, а магазини були розкидані на двох поверхах. У 1784 році будівля мала два входи, один вів на сучасну Торгову вулицю, а інший — на вулицю Святого Павла. Ця будівля була знесена під час раннього британського періоду  головним чином через проблеми з санітарією. Під час реконструкції 2016–17 років було виявлено такі залишки, як невеликі висічені в скелі цистерни та розділові стіни оригінальної будівлі, що дозволило археологам зробити її 3D-реконструкцію. 
Була пропозиція побудувати на місці протестантську церкву, але невдовзі їй було відмовлено. 
Плани реконструкції критого ринку у Валлетті почалися в 1845 році, а Ринок Валлетти був побудований між 1859 і 1861 роками на місці старих в'язниць. Будівля була спроектована інспектором громадських робіт Гектором Зімеллі, але була завершена під керівництвом Емануеле Луїджі Галіції.  Будівництво коштувало £3934,  і спочатку ринок містив 153 кіоски та 65 підвалів.  У 1938 році один із продавців фруктів рекламував ринок як найкращий запас свіжих продуктів для всіх верств суспільства. 

### Друга світова війна і занепад

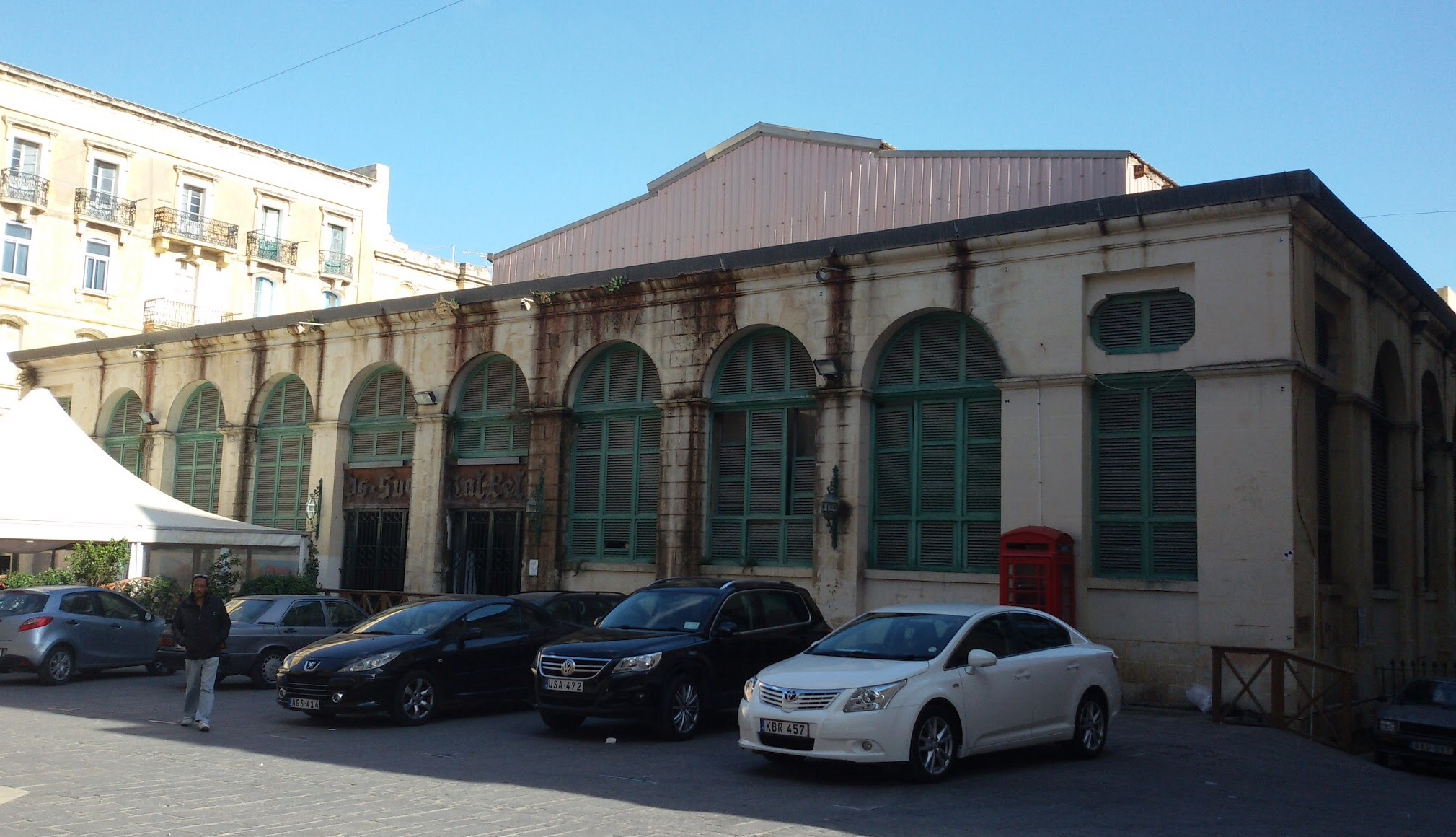
Ринок 2016 року, перед ремонтом

Будівлю розбомбили 7 квітня 1942 року під час Другої світової війни, знищивши третину будівлі. Пошкоджені частини були відремонтовані незабаром після цього, але не були відновлені за початковим планом, і симетрія даху була втрачена. До 1966 року ринок уже не відповідав гігієнічним стандартам, тому його капітально відремонтували. У 1970 році надбудовано два поверхи та встановлено пару ескалаторів.  Ринок процвітав ще кілька років, перш ніж почав занепадати в середині 1970-х років. 
У 1982 році продовольчий ринок було перенесено до Флоріани. 
28 березня 2012 року Управління навколишнього середовища та планування Мальти зарахувало будівлю до статусу національного пам’ятника 1-го ступеня 

### Ремонт

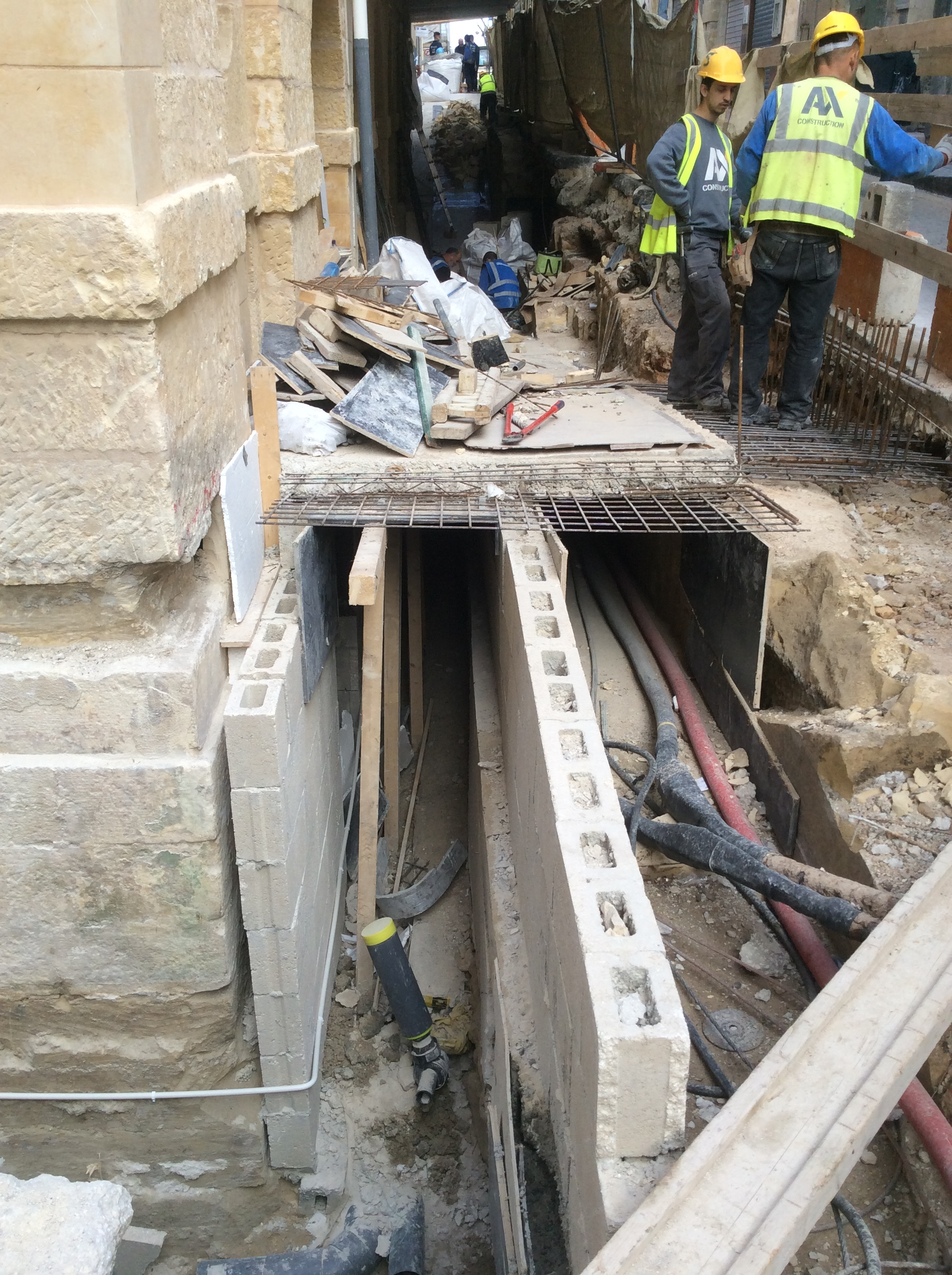
Роботи в Is-Suq tal-Belt з листопада 2017 року

Плани щодо відновлення ринку Валлетти почалися після номінації Валлетти на культурну столицю Європи 2018 року. Уряд вважав відновлення споруди частиною генерального плану відновлення Валлетти.  У січні 2016 року будівлю передали в оренду на 65 років мережі супермаркетів «Аркадія». Реставрація та реконструкція спочатку оцінювалися приблизно в 7 мільйонів євро , але загальні інвестиції зрештою склали 14 мільйонів євро.  Під час реконструкції було розібрано пізніші добудови будівлі, а оригінальні елементи споруди збережено та відновлено. Частини будівлі були переобладнані під продуктові ринки, ресторани та кіоски, тоді як верхній рівень призначений для культурних заходів та заходів.   Ремонтні роботи надихнули ринок Сан-Мігель у Мадриді та Ла Бокерія в Барселоні. 
Реконструкція ринку Валлетта почалася в травні 2016 року , і очікувалося, що проект буде завершено до травня 2017 року   Роботи були майже завершені до середини 2017 року , але тривали до кінця року, якраз до "Валлетти 2018"  Ринок знову відкрився для відвідувачів 3 січня 2018 року  , а офіційне відкриття прем’єр-міністром Джозефом Мускатом відбулося 2 березня 2018 року 
Мешканці виражають занепокоєння тим, що це може призвести до збільшення рівня шуму вночі, особливо якщо в районі буде відкрито більше ресторанів і барів.

## Архітектура

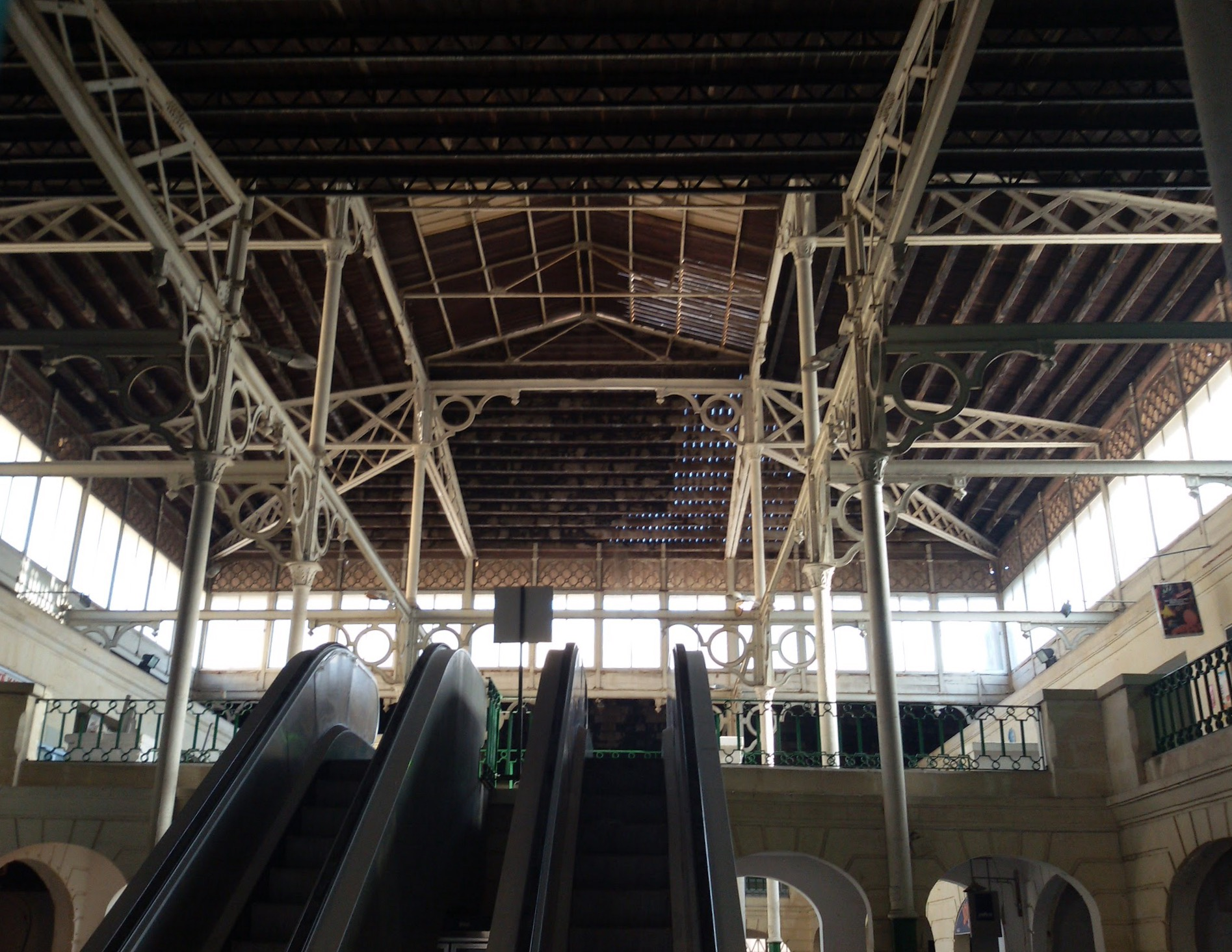
Інтер'єр 2016 року, тільки перед ремонтом

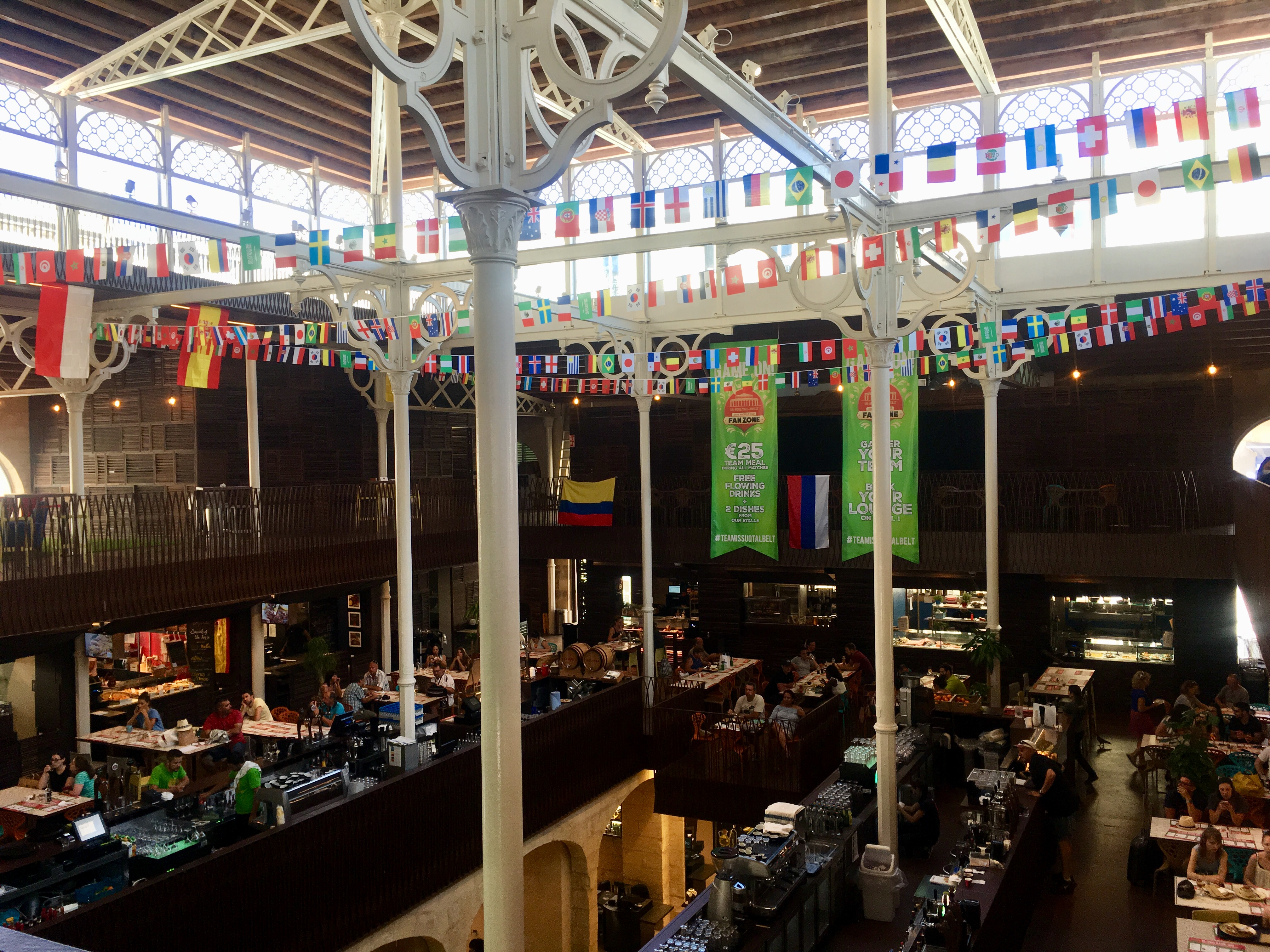
Інтер'єр 2018 року після ремонту

Ринок має прямокутний план, а стіни та арки, що утворюють його три поверхи, побудовані з вапняку, як і багато інших будівель на Мальті. Однак дах зроблено з литого та кованого заліза, і він підтримується на чавунних колонах і фермах.   Це була перша будівля на Мальті, побудована переважно із збірного заліза.   Залізо використовувалося в попередніх спорудах на острові, таких як морська пекарня та в'язниці Коррадіно, але в набагато менших масштабах, ніж на ринку Валлетти. 
Дизайн Валлеттського ринку вплинув на подібні проекти в інших місцях Британської імперії, зокрема в Калькутті. 